# گنوخو
گنوخو (به سوئدی: Gnosjö) یک منطقهٔ مسکونی در سوئد است که در بخش گنوخو واقع شده‌است. گنوخو ۴٫۸۹ کیلومتر مربع مساحت و ۴٬۳۲۶ نفر جمعیت دارد.